# Eloi Amagat
Eloi Amagat Arimany (Gerona, 21 maggio 1985) è un ex calciatore spagnolo, di ruolo centrocampista.

## Caratteristiche tecniche
È un trequartista.

## Carriera

### Club
È cresciuto nelle giovanili del Vilobí.

## Statistiche

### Presenze e reti nei club
Statistiche aggiornate al 7 luglio 2017.
| Stagione          | Squadra            | Campionato        | Campionato | Campionato | Coppe nazionali | Coppe nazionali | Coppe nazionali | Coppe continentali | Coppe continentali | Coppe continentali | Altre coppe | Altre coppe | Altre coppe | Totale | Totale | Totale |
| Stagione          | Squadra            | Comp              | Pres       | Reti       | Comp            | Pres            | Reti            | Comp               | Pres               | Reti               | Comp        | Pres        | Reti        | Pres   | Reti   |        |
| ----------------- | ------------------ | ----------------- | ---------- | ---------- | --------------- | --------------- | --------------- | ------------------ | ------------------ | ------------------ | ----------- | ----------- | ----------- | ------ | ------ | ------ |
| ott. 2004         | Girona             | SB                | 1          | 0          | CR              | 0               | 0               |                    | -                  | -                  |             | -           | -           | 1      | 0      |        |
| 2004-2005         | Palafrugell        | CAT               | 8          | 1          | -               | -               | -               |                    | -                  | -                  |             | -           | -           | 8      | 1      |        |
| 2005-2006         | Girona             | SB                | 24         | 0          | CR              | 0               | 0               |                    | -                  | -                  |             | -           | -           | 24     | 0      |        |
| 2006-2007         | Gavà               | TD                | 37         | 3          | CR              | 0               | 0               |                    | -                  | -                  |             | -           | -           | 37     | 3      |        |
| 2007-2008         | Girona             | SB                | 22         | 0          | CR              | 0               | 0               |                    | -                  | -                  |             | -           | -           | 22     | 0      |        |
| 2008-2009         | Lorca Deportiva CF | SB                | 19         | 2          | CR              | 0               | 0               |                    | -                  | -                  |             | -           | -           | 19     | 2      |        |
| 2009-2010         | Llagostera         | TD                | 21         | 6          | CR              | 0               | 0               |                    | -                  | -                  |             | -           | -           | 21     | 6      |        |
| 2010-2011         | Llagostera         | TD                | 34         | 8          | CR              | 0               | 0               |                    | -                  | -                  |             | -           | -           | 34     | 8      |        |
| 2011-2012         | Llagostera         | SB                | 35         | 7          | CR              | 3               | 1               |                    | -                  | -                  |             | -           | -           | 38     | 8      |        |
| Totale Llagostera | Totale Llagostera  | Totale Llagostera | 90         | 21         |                 | 3               | 1               |                    | -                  | -                  |             | -           | -           | 93     | 22     |        |
| 2012-2013         | Girona             | SD                | 24         | 1          | CR              | 0               | 0               |                    | -                  | -                  |             | -           | -           | 24     | 1      |        |
| 2013-2014         | Girona             | SD                | 34         | 4          | CR              | 4               | 0               |                    | -                  | -                  |             | -           | -           | 38     | 4      |        |
| 2014-2015         | Girona             | SD                | 30         | 2          | CR              | 1               | 0               |                    | -                  | -                  |             | -           | -           | 31     | 2      |        |
| 2015-2016         | Girona             | SD                | 30         | 1          | CR              | 1               | 0               |                    | -                  | -                  |             | -           | -           | 31     | 1      |        |
| 2016-2017         | Girona             | SD                | 16         | 0          | CR              | 1               | 0               |                    | -                  | -                  |             | -           | -           | 17     | 0      |        |
| Totale Girona     | Totale Girona      | Totale Girona     | 178        | 8          |                 | 7               | 0               |                    | -                  | -                  |             | -           | -           | 185    | 8      |        |
| Totale carriera   | Totale carriera    | Totale carriera   | 332        | 35         |                 | 10              | 1               |                    | -                  | -                  |             | -           | -           | 342    | 36     |        |